# Ferdulfo
Ferdulfo (fl. VIII secolo) è stato un duca longobardo, duca del Friuli all'inizio dell'VIII secolo.

## Biografia
Originario della Liguria, assunse il ducato dopo la morte del reggente Adone, probabilmente nella seconda metà del 701 o nei primi mesi del 702. Paolo Diacono, che è l'unica fonte di cui disponiamo su Ferdulfo, traccia un profilo assai negativo della sua persona, definendolo "uomo infido e superbo" («homo lubricus et elatus»).
Secondo la tradizione riportata sempre da Paolo Diacono, volle dimostrare la sua forza attirando con ricchi doni nel ducato gli Slavi per poi sconfiggerli. Alcuni predoni slavi, penetrati in Friuli, si diedero al saccheggio delle campagne e delle greggi, finché Argait, un governatore locale (rector loci), li mise in fuga ma senza inseguirli; perciò Ferdulfo lo offese gravemente, apostrofandolo di essere un arga, dandogli cioè del codardo. Giorni dopo, l'esercito slavo irruppe in massa nel ducato e si stanziò sulla sommità di un ripido monte: il duca iniziò ad aggirare il monte per trovare la posizione più propizia al fine di sferrare l'attacco, ma Argait lo sfidò, sostenendo che avrebbe raggiunto i nemici prima di Ferdulfo. Questi dunque seguì Argait lungo la via più impervia; le sue truppe gli batterono dietro, permettendo agli Slavi di sconfiggerli agevolmente.
(Paolo Diacono, Historia Langobardorum, VI, 24)
Riuscì solo a salvarsi Munichis, padre dei futuri duchi Pietro del Friuli, duca del Friuli e Urso di Ceneda, duca di Ceneda. Questi era stato sbalzato da cavallo e venne attaccato e legato alle mani da uno slavo ma, nonostante l'evidente difficoltà, riuscì con la mano destra ad afferrare la sua lancia e con essa ucciderlo, buttandosi giù dalle rupi, riuscendo quindi a fuggire.
Venne scelto come successore Corvolo.